# سینمای نوین آلمان
سینمای نوین آلمان (به انگلیسی: New German cinema) به جنبشی در سینمای آلمان گفته می‌شود که از دهۀ 1960 در سینمای این کشور آغاز شد. فیلمسازان این جنبش، کار خود را با ارائۀ آثارشان در جشنوارهٔ ابرهاوزن آغاز کردند. در آغاز، فیلم‌های این جنبش فیلم‌های کوتاه بودند. اولین فیلم بلند این جنبش را فولکر اشلوندورف با نام تورلس جوان (۱۹۶۶) ساخت. پس از این فیلم بود که فیلمسازانی چون راینر ورنر فاسبیندر، ورنر هرتسوک، ویم وندرس و آلکساندر کلوگه فیلم‌هایی نوگرا ساختند. اصل اساسی در سینمای نوین آلمان مخالفت با سینمای کهن بود؛ سینمایی که فیلمسازان سینمای نوین آلمان از آن به نام پاپازکینو یا سینمای پدربزرگ‌ها نام می‌بردند. این فیلمسازان همانند فیلمسازان فرانسوی بسیاری از قراردادهای مرسوم سینما را نقض کردند.
با مرگ راینر ورنر فاسبیندر در سال ۱۹۸۲ و پراکنده شدن فیلمسازان این جریان سینمایی در کشورهای دیگر، عملاً دورۀ سینمای نوین آلمان هم به پایان رسید. اما می‌توان نتیجه گرفت که موج تازه‌ای که امروزه در سینمای کشور آلمان به وجود آمده و به موفقیت‌های بین‌المللی رسیده، تا حدود زیادی مرهون حرکت همان فیلمسازان سینمای نوین آلمان است.

## چهره‌های شاخص
- فولکر اشلوندورف
- راینر ورنر فاسبیندر
- هانس-یورگن زیبربرگ
- ورنر هرتسوک
- ادگار رایتس
- ویم وندرس
- آلکساندر کلوگه
- مارگارته فون تروتا
- پرسی آدلون

## فهرست منابع
- کمالی‌نیا، فرزین، جنبش‌ها و سبک‌های سینمایی، انتشارات نگاره‌پرداز صبا، ۱۳۷۸
- ویکی‌پدیای انگلیسی